# Bluefish
Bluefish Editor — свободный текстовый редактор для веб-разработчиков и дизайнеров.

## История
Bluefish был начат Чирисом Мазуком и Оливером Сессинком в 1997 году чтобы поспособствовать профессионалам веб-разработки на настольных Linux платформах. Программа разрабатывалась изменяющейся группой профессиональных веб-разработчиков под руководством Оливера. Проект носил разные названия. В начале Thtml editor от которого отказались из-за излишней загадочности. Следующее имя Prosite было отброшено чтобы избежать столкновения с многими компаниями, занимающимися веб-разработкой, которые использовали это название в коммерческом контексте в различных странах. Название Bluefish было выбрано по логотипу (детский рисунок синей рыбы), предложенному в списке рассылки. С версии 1.0 оригинальный логотип был заменен новым, более элегантным логотипом.

## Возможности
- Настраиваемая подсветка синтаксиса[источник не указан 3128 дней].
- Проверка орфографии HTML-страниц[источник не указан 3128 дней].
- Автодополнение HTML-тегов.
- Встроенная справочная информация для различных языков программирования.
- Складывающиеся блоки кода.
- Подсветка начала и окончания тегов для соответствующих блоков.
- Автозавершение и автоматическое закрытие тегов для многих языков программирования[2].
- Работа с удаленными файлами по ftp[3].

## Поддерживаемые языки
- ASP.NET и VBS
- CFML
- Clojure
- CSS
- D
- gettext PO
- Google Go
- HTML
- Java
- JavaScript
- jQuery
- Lua
- MATLAB
- MediaWiki
- NSIS
- Pascal
- Perl
- PHP
- Python
- R
- Ruby
- SQL
- Wordpress
- XHTML и HTML5
- XML
- Ada
- C